# 探偵 神宮寺三郎 新宿中央公園殺人事件
- 探偵 神宮寺三郎シリーズ > 探偵 神宮寺三郎 新宿中央公園殺人事件
- 探偵 神宮寺三郎シリーズ > 探偵 神宮寺三郎 アーリーコレクション > 探偵 神宮寺三郎 新宿中央公園殺人事件
- 探偵 神宮寺三郎シリーズ > 探偵 神宮寺三郎DS > 探偵 神宮寺三郎 新宿中央公園殺人事件

『探偵 神宮寺三郎 新宿中央公園殺人事件』（たんてい じんぐうじさぶろう しんじゅくちゅうおうこうえんさつじんじけん）は、1987年4月24日にデータイーストが発売したファミリーコンピュータ ディスクシステム用ゲームソフト。ハードボイルドアドベンチャーゲーム『探偵 神宮寺三郎シリーズ』の第1作目にあたる作品。

## 概要
データイーストから発売された初のアドベンチャーゲーム。ゲームシステムはコマンド選択式となっており、ファミリーコンピュータでは『ポートピア連続殺人事件』（1985年）や『さんまの名探偵』（1987年）などに次ぐ3作目の推理物のコマンド選択式アドベンチャーとなった。
本作のみの特徴的な要素として、ロールプレイングゲームを思わせるフィールド画面が存在する。新宿中央公園内がマップ状になっており、主人公を操作して探索する要素がある。また、セーブ用・時間進行用のコマンド「そうさやめる」を選択すると時間が1日進み、捜査期限を超えると強制的にゲームオーバーとなるほか、特定の選択肢を選んでもゲームオーバーとなるなど、少々理不尽なシステムのため難易度はそれなりに高い。また、これらのシステムは次作以降では採用されていない。
公園内のフィールド画面上と一部シーンを除いては、BGMが存在しない。代わりに、登場人物が重要な証言や意外な言動を行った際に短いフレーズのBGMが流れるようになっている。この要素は次作以降にも引き継がれており、さらに他社の作品である『ファミコン探偵倶楽部』（1988年 - 1997年）シリーズや、『山村美紗サスペンス』（1987年 - 1989年）シリーズなどにも採用されている。
また、ディスクシステムでの作品であるためロード時間が発生するが、ロード時間にはテレビ番組のようにアイキャッチが挿入される。この要素はロムカセットでの発売となった次作『探偵 神宮寺三郎 横浜港連続殺人事件』（1988年）においても採用されている。
その他の特徴としては、当時のファミリーコンピュータでは珍しいハードボイルド調となっており、人物の描写もアニメ調ではなく実写のような描き込みがなされている。しかし、被害者である高田桃子の顔は一切表示されない。また、登場人物の名称がすべて東京界隈の地名から名付けられており、これは次作にも引き継がれている。
本作はオリジナル版であるディスクシステム版のほか、PlayStation用『探偵 神宮寺三郎 アーリーコレクション』（1999年）や、Wiiのバーチャルコンソールで配信された。また、携帯アプリ用ゲームとしてリメイクされ、これを収録したニンテンドーDS用『探偵 神宮寺三郎DS いにしえの記憶』（2007年）も販売された。

## ゲーム内容

### システム
ゲーム開始時に、アルファベットで名前を入力する。この名前は任意であるが、次回捜査再開時のパスワードも兼ねている。捜査再開時、ゲーム開始時と一致した名前を入力しないと、タイトル画面に戻され、捜査を再開することが出来ない。
ゲーム開始と同時に、新宿中央公園を模したフィールド画面が展開され、主人公である神宮寺を操作して公園内の探索を行う。また、コマンド選択によって別の場所に移動した際に、通常のコマンド選択式アドベンチャーと同じような風景描写とコマンドが表示されている画面に移行する。
ストーリーは新宿中央公園でホステスの女性の死体が発見され、刑事の熊野参造から探偵である神宮寺が依頼され、犯人を捜すために捜査を行うものとなっている。
登場人物がいる場合はその人物に対し定められたコマンドを選択して会話を行う。本作の特徴としては「タバコ すう」というコマンドがあり、捜査に行き詰まった際などにこのコマンドを実行することでストーリーが進行する場合がある。このコマンドは次作以降でも引き継がれている。また、「おどす」というコマンドがあり、特定の人物に使用することでストーリーが進行する場合があるが、人物によってはゲームオーバーとなる事がある。その他に、「そうさやめる」コマンドを使用すると1日が終了した事になり、日数が経過していくが30日までに事件を解決できないと捜査完全打ち切りとなる他、特定の日付でないと登場しない人物がいる。日付は探偵事務所内で洋子に聞く事で確認できるようになっている。 それ以外にも、主人公の行動によっては即ゲームオーバーになる場面が存在する。
30日までに事件を解決できず捜査完全打ち切りになったときや、1日の捜査打ち切りになった後の質問で「いいえ」を選択したときは、今までの捜査は無効となり、データを消去されてしまう。
完全に犯人が特定できた段階で「こくはつする」を実施する事により、容疑者を逮捕する事ができるようになっている。

### コマンド一覧
コマンド選択式になっており、基本的な動作は以下のコマンドによって行われる。
| No. | コマンド名   | 解説                                                                        |
| --- | ------------ | --------------------------------------------------------------------------- |
| 1   | そうさにいく | 場所を移動するためのコマンド。                                              |
| 2   | ききこみ     | 人の話を聞くためのコマンド。                                                |
| 3   | ものしらべる | 所持品、その場所にある遺留品や証拠品を調べる。                              |
| 4   | ひとかんさつ | その場にいる人の態度や様子を見る。                                          |
| 5   | メモ みる    | 調査した人物についてのメモを見る。                                          |
| 6   | よぶ         | その場所に、人を呼び出したい時に使うコマンド。                              |
| 7   | とる         | 見つけた証拠品を取ったりその場所にいる人の写真を撮ったりする時に使う。      |
| 8   | なにかみせる | 所持している証拠品や写真を誰かに見せる。                                    |
| 9   | おどす       | 脅迫して強引に話を聞き出す。場合により逮捕される危険がある。                |
| 10  | まわり みる  | 身の回りを見渡し、近辺を調査する。                                          |
| 11  | タバコ すう  | タバコを一服する。神宮寺が何かを思いつく事がある。                          |
| 12  | こくはつする | 熊野警部に対し、犯人の名前を告げる時に使用する。                            |
| 13  | そうさやめる | 捜査を一時中断しセーブする時に使う。再開時にはゲーム内の時間が1日経過する。 |

### その他
ゲーム開始時の新宿中央公園を模したフィールド画面から、「そうさにいく」で事務所へ戻るとそこへ熊野刑事が現れ、事件の概要が説明されるが、事務所へ戻る前に「そうさやめる」を選択してしまうと、次の日事務所に戻っても事件の概要が説明されず、先に進めなくなってしまうというバグが存在する。

## 設定

### ストーリー
新宿中央公園において、バー「イースト」の人気ホステスである高田桃子が、全裸の死体となって発見された。
目撃者もなく調査が難航する中、淀橋署の警部である熊野は、親友であり、新宿歌舞伎町に事務所を構える探偵「神宮寺三郎」に調査を依頼する。
被害者の死因は絞殺、死体は中央公園の芝生を剥がした土の上にあったという。桃子は同じバー「イースト」に勤めるホステスの大塚恵子に自宅マンションに来るよう依頼した後、行方不明となっていた。不審に思った大塚が警察に捜索願を出したため、死体が桃子であると判明した。
バー「イースト」での恵子からの聞き込みによると、桃子は誰からも恨みを買っておらず、怨恨の線はないと推測される。また、桃子が新宿の資産家である柏木大介と親密な関係であった事が発覚する。さらに、常連客の証言ではバー「イースト」の店長である代々木一は、桃子に借金をしているという。
代々木に話を聞こうとするも全く取り合わず、犯行時刻に店にいなかった事を問い詰めると知り合いに会っていたという。
次に柏木の事務所に行き事情を確認すると、柏木は事件当夜にガンが悪化して死亡していた。柏木の秘書である花園町子は事件当夜は病院で柏木の付き添いをしており、桃子やバー「イースト」の事は知らないと言う。
新宿淀橋署に行くと、熊野より代々木が関東明治組の組長である風林豪造から多額の借金をしているとの情報が与えられた。その後、代々木は行方を眩ませているという。
再びバー「イースト」で聞き込みをすると、桃子が母親の話をした頃から柏木と親密になったと言い、また町子は柏木とともに「イースト」に来店したことがあるという。しかし、町子は事件当夜に病院を出た後、ホテルK.Oに宿泊したと証言しており、実際にホテルK.O側からの証言も取れた。 
代々木の件で関東明治組を訪れると、組長より柏木にはかつての恋人との間に子供がいた事、その恋人は行方不明になっている事、最近になってその子供の消息が掴め、調査していた事が判明する。また、代々木は組長が捕獲していた事が判明する。組長と代々木によると、二人には事件当夜のアリバイがあり、事件とは無関係であると判明した。
また、桃子は柏木の子供である事が分かり、柏木は全財産を桃子に譲る事を検討していたという。それを知った代々木はこの件をネタに柏木を脅迫しようとしていたが、直後に柏木が病死し、桃子が殺害され、自らも組長の手によって捕獲されてしまったという。
調査は振り出しに戻り、死体の第一発見者から話を聞くと、桃子は別の場所で殺害され、後に死体発見現場まで運ばれた可能性がある事が判明、現場は芝生張り替えのため土がむき出しになっており、雨が降っていたため地面がぬかるんでいたが、犯人の足跡も死体を引きずった痕跡もないという。
犯人はどうやって現場まで死体を運んだのか、謎は深まっていく。また、事件当夜に中央公園派出所の警官が駐車禁止区域に止まっている不審な白い車を目撃していた。
再び調査していく中で、桃子が白い車を所持していた事、その車は桃子の恋人であった角筈一郎が乗っている事が判明する。角筈はK大学に通う25歳の学生であり、事件当夜は友人と飲酒した後にホテルK.Oに宿泊したと証言している。K大学での聞き込みでは、角筈には年上の恋人がいるとの情報を得る。殺害された桃子は21歳で角筈より年下である。
これにより、痴情のもつれによる殺人事件の可能性が浮かび上がる。
ホテルK.Oにて確認すると、角筈は当夜にスイートルームに宿泊していた事、駐車場ではキャリアーのようなものを積んだ白い車が目撃されていた事が判明する。しかし、角筈が車でホテルに来たという記録は残っていない。フロント係に確認すると、角筈がルームサービスを取っていた事が判明、係員に確認すると部屋に届けた際に女性が受け取ったと証言、その女性は町子であると判明する。事件当夜に角筈は車に乗っていなかった事から、町子に車を貸していた疑惑が沸き上がるが、町子に確認すると、事件当夜はレンタカーを借りホテルに向かったという。
その後、町子が柏木の財産を横領していた事が代々木の証言により判明、柏木が桃子に全財産を譲渡すると言い出したために桃子を殺害、共犯として角筈が協力していた可能性があり、角筈の年上の恋人とは、町子の事であった可能性が浮上する。また、再びK大学での調査により、角筈がハンググライダーをやっていた事が発覚する。
角筈の告白によると、桃子から別れ話を切り出された角筈は、桃子に恨みを持っており、また町子から柏木の財産の話を聞いた事で共謀する事になった。桃子の存在により柏木の財産を入手できなくなる恐れがあった町子は、財産分与の手続きが終了する前に桃子を殺害する事を検討し、角筈に殺害計画を持ちかけた。二人は桃子をホテルK.Oに呼び出し、角筈の部屋で首を絞めて殺害、その後ホテルの屋上からハンググライダーで飛び、上空から桃子の死体を公園敷地内に落としたという。この事で死体発見現場には足跡が残らず、角筈がホテルを出たという証拠も残らなかった。
しかし、桃子がルームサービスを取った事により角筈の部屋に町子がいた事が発覚し、ハンググライダーでの着地時に失敗しハンググライダーを破損させ、車で迎えに来ていた町子との合流が遅れたために警官に目撃されてしまった事が原因で計画は破綻したのだった。

### 舞台
新宿中央公園
- 桃子の死体が発見された場所。ゲーム内ではロールプレイングゲームのような俯瞰からの視点でキャラクターを操作し、調査する事になる。

探偵事務所
- 神宮寺が所有している事務所。

淀橋署
- 熊野が所属している。

バー「イースト」
- 桃子が勤務していた店。大塚恵子や代々木一も勤務している。

柏木の部屋
- 資産家である柏木が所有している事務所。秘書として花園町子が勤務している。

ホテルK.O
- 新宿にあるホテル。京、阿佐ヶ谷、中野が勤務している。

明治組
- 歌舞伎町に事務所を持つ暴力団。組長の風林豪造がいる。

町子の部屋
- 吉祥寺にある町子が居住するマンション。

K大学
- 角筈が在籍している大学。

角筈の部屋
- 角筈が住居しているアパート。

### ゲームオーバー(一日の捜査強制打ち切り)となる場合
熊野からアリバイを聞いたり、熊野を脅した場合
「ば、ばかもん！わしを疑ってどうするんだ。もう頼まん」と激怒され、帰られてしまう
淀橋署、中央公園派出所で人(誰問わず)を脅した場合
恐喝の現行犯で逮捕されてしまう
明治組で、辺りの人に豪造のことを聞かずに部屋に入った場合(代々木が行方不明になっている間のみ。代々木が再度現れた後はゲームオーバーにならない)
「てめえ、勝手に入るんじゃねえ！」と、豪造に叩きのめされてしまう

## 登場人物
神宮寺三郎（じんぐうじ さぶろう）
神宮寺探偵事務所所長。29歳。
御苑洋子（みその ようこ）
神宮寺探偵事務所ただ一人の助手。22歳。
熊野参造（くまの さんぞう）
新宿淀橋署警部。55歳。
風林豪造（ふうりん ごうぞう）
関東明治組組長。
高田桃子
新宿中央公園で死体で発見された。新宿のバー・イーストのホステスをしていた。享年21歳。
大塚恵子
被害者である桃子の友人で同僚。24歳。
代々木一
バー・イーストの支配人。バクチ好きで多額の借金を抱えている。
柏木大介
新宿一帯に土地を持つ資産家。
花園町子
柏木の秘書。28歳。
角筈一郎
被害者である桃子の恋人。大学生。25歳。

## 移植版
| No. | タイトル                                    | 発売日         | 対応機種                                                 | 開発元                 | 発売元                 | メディア                              | 型式       | 売上本数 | 備考                                          |
| --- | ------------------------------------------- | -------------- | -------------------------------------------------------- | ---------------------- | ---------------------- | ------------------------------------- | ---------- | -------- | --------------------------------------------- |
| 1   | 探偵 神宮寺三郎 アーリーコレクション        | 1999年8月5日   | PlayStation                                              | データイースト         | データイースト         | CD-ROM                                | SLPS-02157 | -        | ファミリーコンピュータで発売された4作品を収録 |
| 2   | 探偵 神宮寺三郎 アーリーコレクション 普及版 | 2001年2月1日   | PlayStation                                              | データイースト         | メディアリング         | CD-ROM                                | SLPS-03137 | -        | 廉価版                                        |
| 3   | 探偵 神宮寺三郎 新宿中央公園殺人事件        | 2003年11月26日 | iアプリ                                                  | ワークジャム           | コナミオンライン       | ダウンロード （コナミネットDX）       | -          | -        | リメイク版                                    |
| 4   | 探偵 神宮寺三郎 新宿中央公園殺人事件        | 2004年6月2日   | ボーダフォンライブ! （Vアプリ）                          | ワークジャム           | コナミオンライン       | ダウンロード （コナミネットDX）       | -          | -        | リメイク版                                    |
| 5   | 探偵 神宮寺三郎 新宿中央公園殺人事件        | 2005年7月15日  | EZweb （EZアプリ）                                       | ワークジャム           | コナミオンライン       | ダウンロード （コナミネットDX）       | -          | -        | リメイク版                                    |
| 6   | 探偵 神宮寺三郎DS いにしえの記憶            | 2007年7月19日  | ニンテンドーDS                                           | ワークジャム           | アークシステムワークス | DSカード                              | -          | -        | 携帯アプリ版を収録                            |
| 7   | 探偵 神宮寺三郎 アーリーコレクション        | 2007年12月26日 | PlayStation 3 PlayStation Portable (PlayStation Network) | データイースト         | ワークジャム           | ダウンロード （ゲームアーカイブス）   | -          | -        | ファミリーコンピュータで発売された4作品を収録 |
| 8   | 探偵 神宮寺三郎 新宿中央公園殺人事件        | 2008年2月19日  | Wii                                                      | 酒田SAS データイースト | アークシステムワークス | ダウンロード （バーチャルコンソール） | -          | -        | ファミリーコンピュータ版の移植                |

携帯アプリ版
2003年に携帯電話向けの作品としてリメイクされた。4部構成で、登場人物の設定や物語、ゲームシステムも異なる。後にニンテンドーDSソフト『探偵 神宮寺三郎DS いにしえの記憶』にも収録された。この携帯アプリ版では、次の人物も登場する。
月島 澄子
- 文永大学付属病院医師。

柏木教授
- 文永大学付属病院医師。

## 評価
- ゲーム誌『ファミコン通信』のクロスレビューでは、6・6・8・6の合計26点（満40点）となっている[10][7]。レビュアーの意見としては、「絵がものすごくいい」、「シナリオの方はいま一歩。ストーリー展開に必然性がない」などと評されている[10]。

- ゲーム誌『ファミリーコンピュータMagazine』の読者投票による「ゲーム通信簿」での評価は以下の通りとなっており、15.57点（満25点）となっている[8]。また、同雑誌1991年5月24日号特別付録の「ファミコンディスクカード オールカタログ」では、「ハードボイルド劇画の影響が色濃い、推理アドベンチャーゲーム。登場人物や設定など、すべて今までにない大人っぽいもので、影をうまく生かしたグラフィックもシナリオに現実感を出すのに一役買っている。ストーリーの展開が、多少平たんすぎるのが残念」、と紹介されている[8]。

| 項目 | キャラクタ | 音楽 | 操作性 | 熱中度 | お買得度 | オリジナリティ | 総合  |
| 得点 | 3.43       | 2.76 | 3.09   | 3.27   | -        | 3.02           | 15.57 |

- ゲーム誌『ユーゲー』では、「コマンド選択式のAVG部分はそれなりに完成しているが、RPGばりのマップ移動もあって、全体的にはあまり洗練されていない印象」、「キャラの色もさほどついておらず荒削りだが、『たばこすう』のコマンドに代表される渋さは際立っていた」と評している[9]。

## 関連商品
- 必勝完ペキ本『探偵神宮寺三郎 新宿中央公園殺人事件』徳間書店 1987年
- 新宿中央公園殺人事件AD2000 角川書店 2000年